# Władysław Halicki

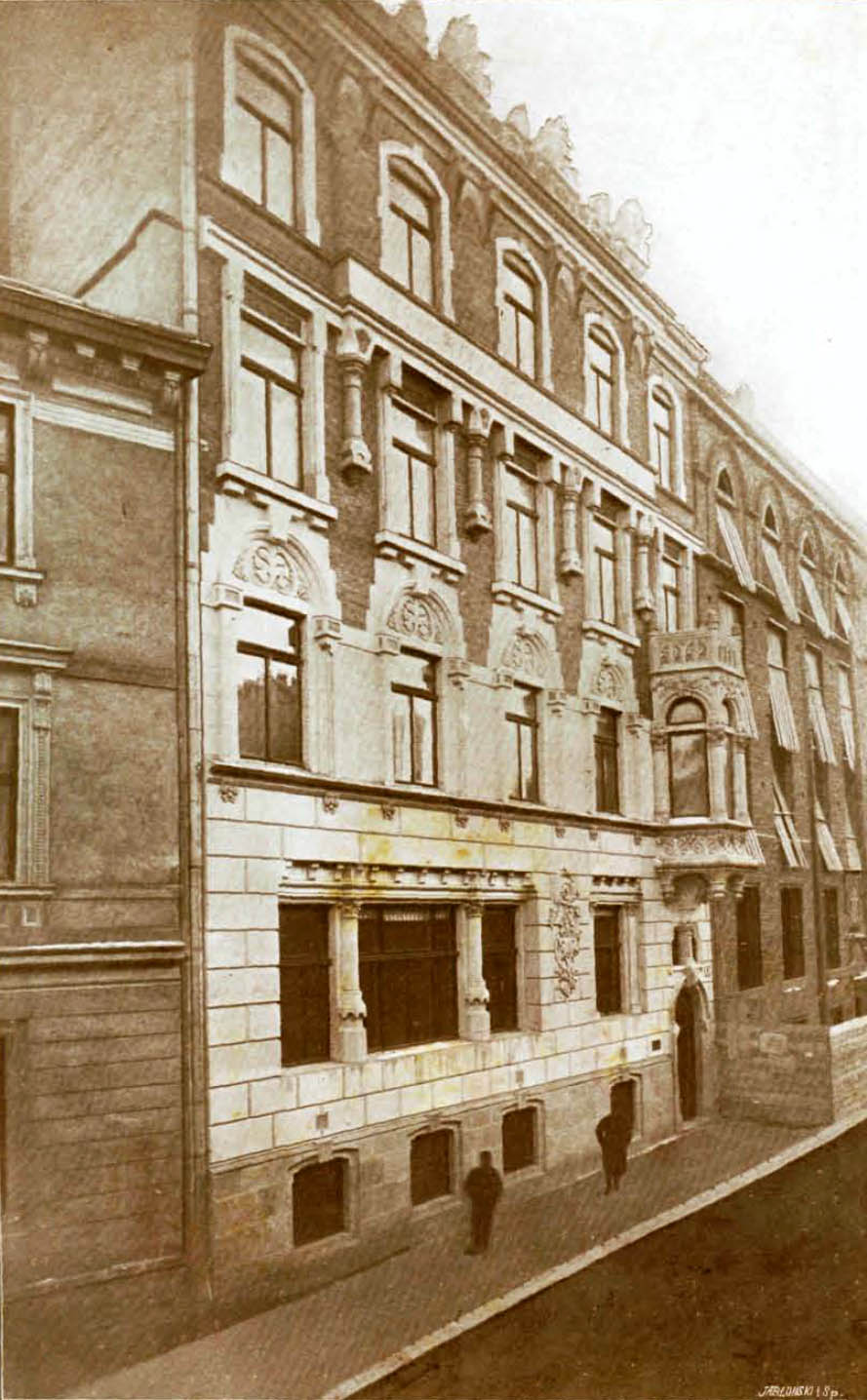
Kamienica przy ulicy Dżochara Dudajewa (Chorążczyna), Lwów /1906/

Władysław Halicki (ur. 1850 w Mikuliczach, zm. po 1939) — polski architekt.

## Życiorys
Od 1869 do 1875 studiował na lwowskiej Akademii Inżynierskiej, naukę kontynuował przez dwa lata w Rzymie. W 1877 powrócił do Lwowa i otrzymał stanowisko asystenta profesora Karola Maszkowskiego (1831–1886) w Katedrze Geometrii Opisowej. Od 1880 był asystentem Juliana Zachariewicza na Wydziale Architektury, w latach 1879–1881 był członkiem Polskiego Towarzystwa Politechnicznego. Od 1880 prowadził prace konserwacyjne i przebudowę lwowskiego kościoła Nawiedzenia Najświętszej Marii Panny i klasztoru Karmelitów Bosych, w 1887 wykonano nowe dębowe stalle i ambonę, ok. 1900 odtworzono frontową elewację główną, a w południowej umieszczono grotę z figurą Matki Bożej, zaś w 1906 dobudowano drugą wieżę ze zwieńczeniem w stylu neobaroku. Prowadził biuro architektoniczne ze Stanisławem Ulejskim, a po 1918 zajmował stanowisko architekta miejskiego w Jaśle, a następnie zamieszkał w Poznaniu, gdzie prowadził biuro architektoniczne przy Wałach Królowej Jadwigi 3. Miejsce i data śmierci nie są znane.
Projektował początkowo w stylach historyzmu, a następnie modernizmu.

## Twórczość
- Kamienica przy ulicy Listopadowego Czynu 14 (Adama Mickiewicza) we Lwowie, w stylu historyzmu z popiersiem Adama Mickiewicza dłuta Leonarda Marconiego na elewacji /1880/;
- Restauracja kościoła Bernardynów we Lwowie /1883-1884/;
- Budynek stowarzyszenia „Sokół” na rogu ulic Dżochara Dudajewa 8 (Chorążczyna, wcześniej Józefa Bartłomieja Zimorowicza) i Pawła Kowżuna 11 (Sokoła), rozbudowa wspólnie z Alfredem Kamienobrodzkim) /1887, rozbudowa 1907/;
- Kaplica-mauzoleum Barczewskich na Cmentarzu Łyczakowskim /1887/[1];
- Projekt konkursowy gmachu Galicyjskiej Kasy Oszczędności /1888/ - niezrealizowany;
- "Biały Klasztor" - Klasztor Zgromadzenia Sióstr Niepokalanego Poczęcia Najświętszej Marii Panny w Nowym Sączu (wspólnie z Karolem Knausem /lata 1890-te/;
- Dom zdrojowy nad źródłem "Maria" w Truskawcu /1896/;
- Cerkiew pw. Wniebowstąpienia Pańskiego na Starym Zniesieniu przy ulicy Starozniesieńskiej 23 /1897-1901/
- Pałac Balów we wsi Tuligłowy, na elewacji rzeźby dłuta Piotra Harasimowicza /1898-1899/, (obecnie sanatorium przeciwgruźlicze);
- Przebudowa Pałacu Dzieduszyckich przy ulicy Mykoły Łysenki 15 (Kurkowej), dobudowa trzeciej kondygnacji nakrytej mansardowym dachem w stylu francuskiego neorenesansu oraz nadbudowa bocznych skrzydeł /1902-1904/;
- Projekt gmachu Galicyjskiego Towarzystwa Muzycznego w stylu neobarokowym /1905/, planowano budowę konserwatorium i salę koncertową razem z adaptacją sąsiedniej kamienicy. Budowę rozpoczęto, ale po roku przerwano. Znaczne zmiany do projektu wniósł Władysław Sadłowski, obecnie jest to Filharmonia Lwowska;
- Willa własna przy ul. Potockiego (1906), od 1913 siedziba Polskiego Towarzystwa Politechnicznego, współautor Wincenty Rawski (młodszy)[2], na elewacji zdobienia dłuta Edmunda Pliszewskiego, obecnie pod adresem ulicy Dżochara Dudajewa 9 (Chorążczyna)
- Dobudowa drugiej wieży kościoła klasztornego karmelitów bosych przy ulicy Wołodymyra Wynnyczenki 22 (Wały Gubernatorskie) /1906/;
- Budynki przy ulicy Akademika Serhija Jefremowa 47 i 49 (Czesława Mączyńskiego) /1906/;
- Pałac Władysława Długosza we wsi Siary koło Gorlic (1912).

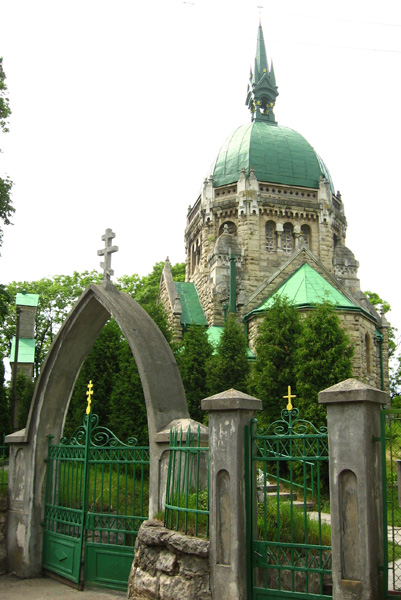
Kościół na Zniesieniu we Lwowie
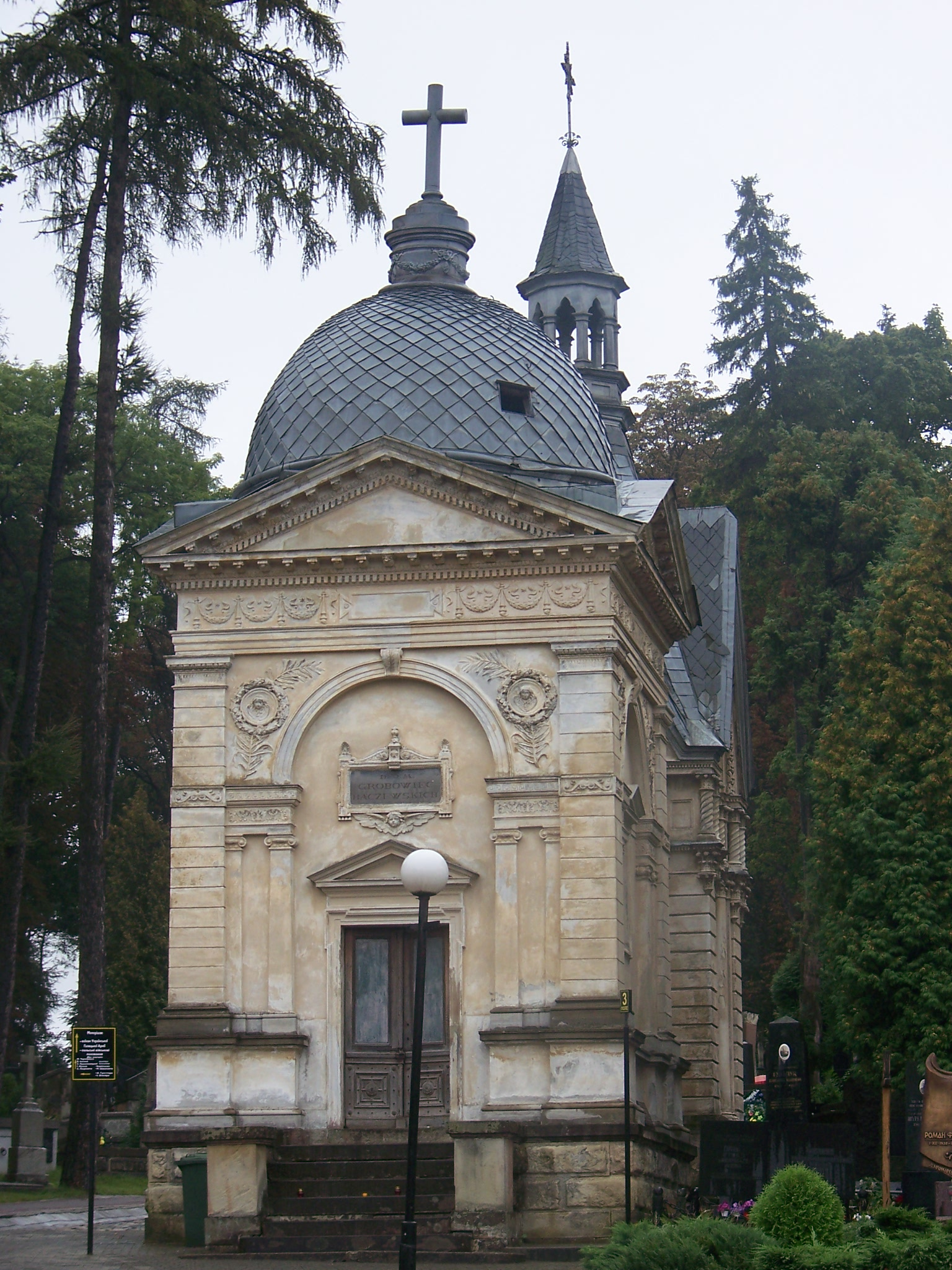
Mauzoleum Barczewskich